# Schloss Niederweis

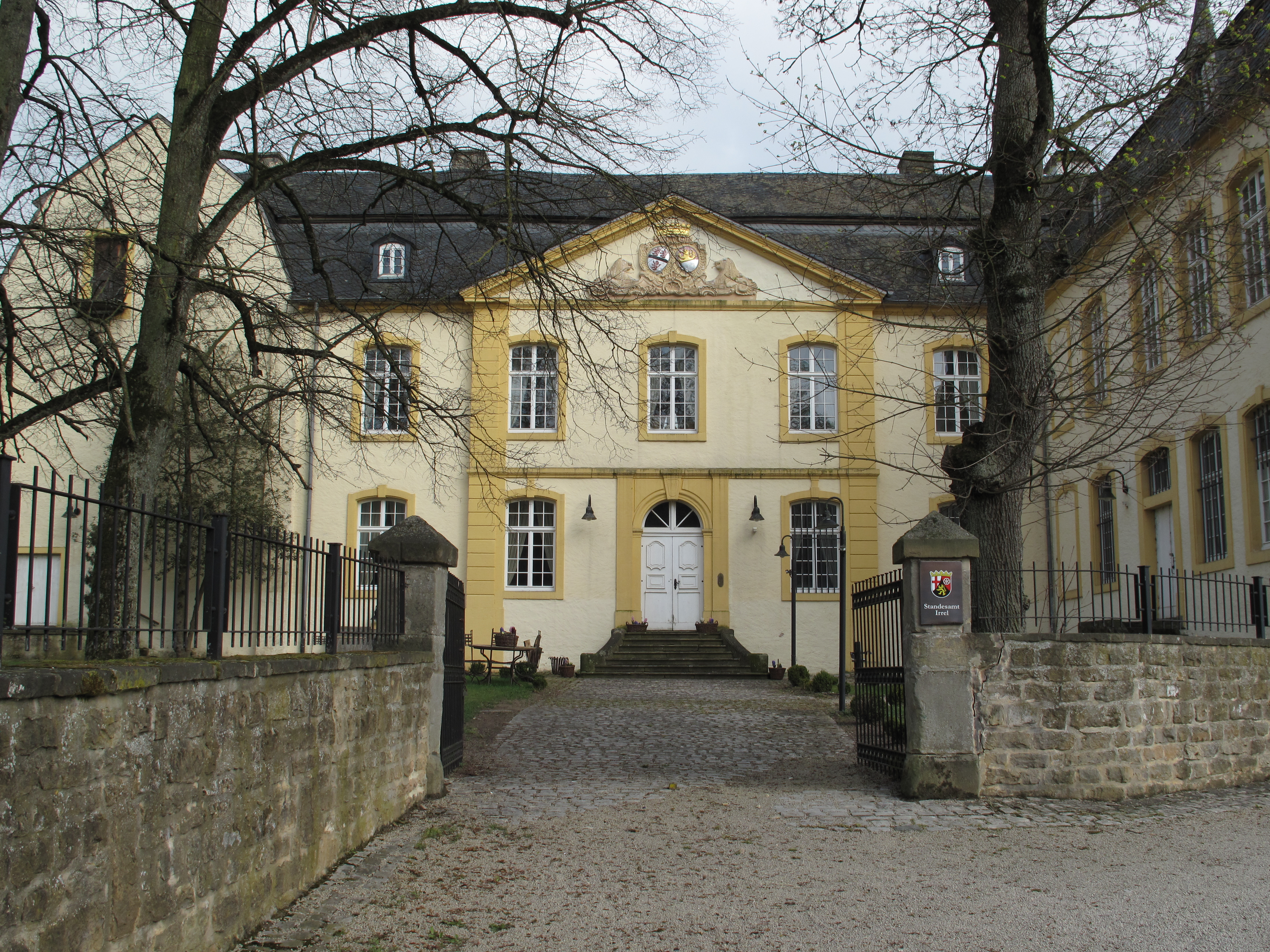
Schloss Niederweis von Westen (2012)

Das Schloss Niederweis ist ein Schloss in der Gemeinde Niederweis im rheinland-pfälzischen Eifelkreis Bitburg-Prüm. Es steht als Kulturdenkmal unter Denkmalschutz und ist in die Liste der Kulturdenkmäler in Niederweis eingetragen.

## Geschichte
Die Herrschaft Niederweis, zu der auch die Dörfer Alsdorf, Kaschenbach und Meckel gehörten, war ursprünglich ein Lehen der Grafen von Chimay. Sie ging durch Heirat Christoph Cobs mit Margaretha Fock von Hübingen um 1580 an die Bitburger Familie Cob von Nüdingen über. Die Söhne Christoph Cobs waren beide kinderlos, daher gelangte Niederweis nach dem Tod seines Sohnes Philipp Christoph Cob von Nüdingen 1699 an seine Schwester Maria Ursula, die 1680 Johann Hermann von der Heyden geheiratet hatte. Damit ging Niederweis an die von der Heyden.
Das barocke Schloss wurde 1751 für den Freiherrn Franz Eduard Anton von der Heyden (1693–1755) erbaut, der als Präsident des Provinzialrates von Luxemburg ranghöchster Beamter des Luxemburger Landes wurde. Der Neubau ersetzte ein älteres Wohnhaus Christoph Cobs von Nüdingen. Als Bau mit drei Flügeln entre cour et jardin geplant, wurde das Schloss 1765 bis 1769 im Theresianischen Kataster als unvollendet bezeichnet. Bereits 1819 war der Nordflügel des Schlosses nicht mehr vorhanden. Franz Anton Eduard von der Heyden verstarb 1755 und konnte den Bau nicht mehr vollenden. Clemens Wenzeslaus von der Heyden (1774–1840), der letzte männliche Vertreter seines Geschlechts, verstarb unverheiratet. Er hinterließ sein gesamtes Vermögen dem Landkreis Bitburg zur Erziehung verwaister Kinder und Pflege armer älterer Personen. Der Kreis errichtete damit die Von der Heyden und Schütz’sche Stiftung. Schloss Niederweis wurde in der Folge mehrfach verpachtet und verlor seinen ursprünglichen Charakter. 2005 gelangte das Schloss in Privatbesitz und wurde fünf Jahre lang fachgerecht restauriert. Nach Beendigung der Arbeiten öffnete das Eigentümer-Ehepaar die kleine Anlage der Öffentlichkeit für Veranstaltungen und richtete dort eine Gastronomie ein. Zu Beginn des Jahres 2012 wollten seine Eigentümer das Schloss für 3,95 Millionen Euro verkaufen, entschieden sich schließlich aber um und wollen nun den Gastronomiebetrieb ausbauen.

## Beschreibung
Das Schloss ist ein zweigeschossiger verputzter Bruchsteinbau mit einem Mansarddach. Eine Freitreppe mit sieben Stufen führt zu einem Rundbogenportal, über dem im Schlussstein das Baujahr zu lesen ist. Im Giebelfeld der Hauptfassade prangt unter einer Freiherrenkrone (sieben Perlen) das Allianzwappen des Erbauers Franz Eduard Anton von der Heyden und seiner Frau Marie Wilhelmine von Eltz-Rodendorf, die 1732 heirateten. Aus der Bauzeit sind in den Zimmern des Hauptflügels ein großer Kamin mit Aufbau, Wand- und Takenschrank sowie eine Stuckdecke erhalten.
Südlich des Hauptgebäudes stehen die noch erhaltenen Pferdeställe und eine große Scheune, die durch Keilsteine über ihren beiden Toren auf das Jahr 1755 datiert werden kann.